# Småholmen (norr om Jussarö, Raseborg)
Småholmen är en ö i Finland. Den ligger i Finska viken och i kommunen Raseborg i den ekonomiska regionen  Raseborg i landskapet Nyland, i den södra delen av landet. Ön ligger omkring 84 kilometer väster om Helsingfors.
Öns area är 5,1 hektar och dess största längd är 380 meter i öst-västlig riktning.